# Demétrio de Moscou

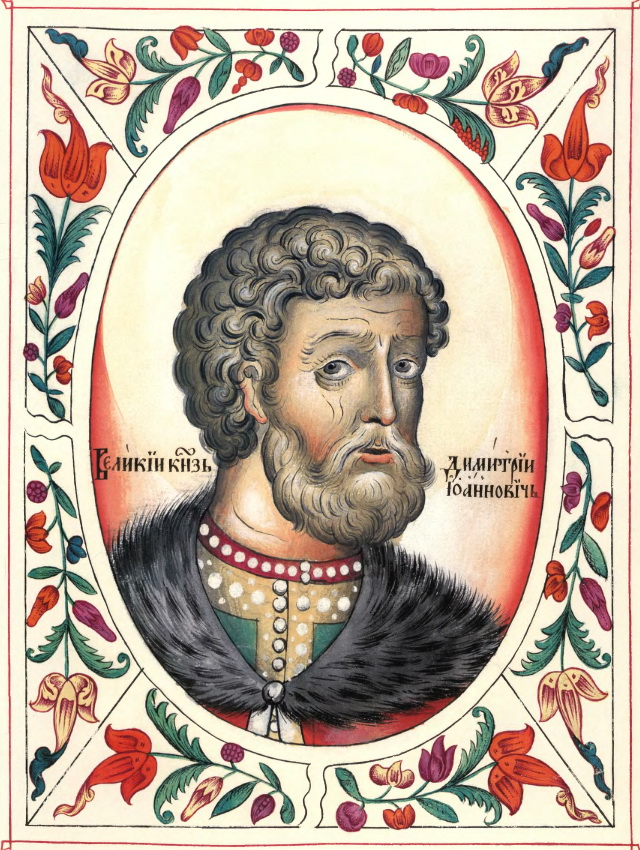
Demétrio IV Donskoi

Demétrio Donskoi (em russo: Дми́трий Иванович Донско́й, Transl. Dmítriy Ivanovich Donskóy) (Moscou, 12 de outubro de 1350 – 19 de maio de 1389), filho de Ivan II, foi grão-príncipe de Moscou de 1359 à 1389 e grão-príncipe de Vladimir de 1363 à 1389. Foi o primeiro príncipe moscovita a desafiar a autoridade tártara.

## Início do reinado
Demétrio ascendeu ao trono de Moscou quando tinha apenas nove anos. Durante a sua menoridade, o governo ficou sob o comando do metropolita Aleixo. Em 1360, o título de grão-duque de Vladimir foi transferido por um cã da Horda Dourada para Demétrio Konstantinovich, de Níjni Novgorod. Em 1363, quando tal príncipe foi deposto, Demétrio Ivanovich foi finalmente coroado em Vladimir. Três anos depois, ele faz um tratado de paz com Demétrio Konstantinovich e se casa com sua filha Eudokia. Em 1376, os dois exércitos, unidos, devastam a Bulgária do Volga.
O evento mais importante durante o início de seu reinado foi a substituição do muro de madeira pela estrutura de pedra para o Kremlin de Moscou, completado em 1367. A nova fortaleza possibilitou que a cidade resistisse aos dois sítios de Olgierd da Lituânia, em 1368 e 1370. Príncipes do norte da Rússia reconheceram a sua autoridade e contribuíram com tropas nas lutas contra a Horda Dourada. Durante o seu reinado, Demétrio conseguiu dobrar o tamanho dos domínios moscovitas.

## Conflitos com a Horda
Demétrio assistiu ao início do fim da dominação mongol sobre partes do que seria atualmente a Rússia. A Horda Dourada estava muito enfraquecida devido a guerras civis e complicações dinásticas. Ele se aproveitou desta perda de autoridade mongol para desafiar os tártaros.
Demétrio ficou famoso por liderar a primeira vitória militar russa contra os mongóis. Mamai, um general mongol e pretendente do trono, tentou punir Demétrio pela sua tentativa de aumentar o poder e influência, e em 1378, enviou um exército mongol para atacá-lo, mas foi derrotado. Dois anos mais tarde, Mamai lança mais um ataque contra Moscou, mas é novamente derrotado (Batalha de Culicovo).
Mamai foi logo destronado por um general mongol rival, Toquetamis. Este cã reafirmou o domínio mongol sobre terras russas e invadiu Moscou devido à resistência de Demétrio contra Mamai. No entanto, Demétrio prometeu lealdade a Toquetamis e foi readmitido como principal coletor de impostos dos mongóis e Grão-Duque de Vladimir.